# Fotboll i Malmö
Fotboll i Malmö har spelats sedan slutet av 1800-talet. Malmö Velocipedklubb var den föreningen som intruducerade fotbollen i Malmö runt 1890, med matcher på Rörsjöns IP. Några av de äldsta föreningarna från Malmö som tidigt hade fotbollssektioner är GAK Enighet, Malmö BI, IFK Malmö, IK Sparta, BK Idrott och Kvarnby IK. 
Seriespelet under 1900-talets början var inte organiserat. Föreningar arrangerade egna tävlingar, och ett sammansatt seriesystem existerade först runt 1914. Stadens större klubbar etablerade sig snabbt i regionala eller nationella ligor. IFK Malmö deltog i den första upplagan av Allsvenskan, 1924, och innan dess hade klubben deltagit i Skåneserien och Svenska serien. Malmö FF deltog i Skåneserien, Sydsvenska Serien, Svenska serien 1922/1923 (fotboll) och Division 2 innan klubben etablerade sig i Allsvenskan 1931.  

## Framgångar och meriter

### Malmö FF
Den mest framgångsrika föreningen är Malmö FF, som har vunnit allsvenskan 27 gånger, blivit svenska mästare 24 gånger (flest SM-titlar av alla lag), senast 2024, och leder den allsvenska maratontabellen. MFF har även vunnit Svenska cupen 16 gånger. 1979 nådde MFF final i Europacupen där man föll mot Nottingham Forest FC i finalen med 1-0. Malmö ställde upp med 11 skåningar i startelvan. Detta är det största matchen en svensk fotbollsklubb spelat. Malmö FF vann Svenska Dagbladets bragdguld samma år för denna bedrift.

### IFK Malmö
IFK Malmö har spelat 13 allsvenska säsonger. IFK Malmö deltog i den allra första Allsvenskan 1924/1925, och var på 1920-talet stadens förstaklubb. IFK-Malmö hade sin storhetstid på 1950-talets slut och 1960-talets början. 1959 spelade IFK Malmö mot Real Madrid på Santiago Bernabéu-stadion, och året efter, 1960, sluta IFK Malmö tvåa i Allsvenskan. Det är föreningens främsta ligaplacering och året efter spelade IFK Malmö i Europacupen. IFK Malmö nådde kvartsfinal i europacupen, där man föll mot SK Rapid Wien. 1962 ramlade IFK Malmö ur allsvenskan, och har sedan dess aldrig lyckats ta sig tillbaka.

### Malmö BI
16 säsonger har Malmö BI spelat i Division 2 Södra, Sveriges dåvarande näst högsta liga. 1932-1941, 1945-1948, 1961,1964 samt 1966. 

### Bunkeflo IF & IF Limhamn Bunkeflo
2007 spelade Bunkeflo IF i superettan och slutade på 5e plats. Året efter slogs föreningen ihop med Limhamns IF och bilade IF Limhamn Bunkeflo.Föreningen slutade på en 13ondeplats vilket innebar kval för att stanna i Superettan. IF Limhamn Bunkeflo förlorade kvalet mot Vasalunds IF och åkte ur till division 1.

### IF Allians
Säsongen 1957-1958 spelade IF Allians i Division 2 Östra Götaland, Sveriges näst högsta serie. Allians slutade näst sist och åkte ur.

## Lokala tävlingar

### Malmöserien
Flertalet lokala tävlingsformer förekommer och har förekommit i fotbollsmalmö. 1900-talets första halva fanns Malmöserien som innehöll flera divisioner. Klubblag kunde tävla i Svenska Fotbollförbundets seriesystem och den lokala ligan samtidigt. Exempelvis spelade BK Flagg säsongen 1939-1940 i Skåneserien Division 2 Södra och Malmöserien Division 2. Även vanligt att fotbollsklubbars andralag, tredjelag eller fjärdelag deltog i en av de olika Malmöserierna. 

### Lokala Serier

#### Rörsjöserien
Rörsjöserien var en serie som anordnades två år, 1927 och 1928. 
| Deltagande klubb | Lag      | Position |
| ---------------- | -------- | -------- |
| Arbetarnas IF    | Herrar A |          |
| Malmö SK         | Herrar A |          |
| Malmö IK         | Herrar A |          |
| Malmö IF         | Herrar A |          |
| BK Wici          | Herrar A |          |
| BK Olympic       | Herrar A |          |
| BK Kick          | Herrar A |          |
| BK Keltic        | Herrar A |          |
| BK Frigg         | Herrar A |          |
| BK Diana         | Herrar A |          |
| BK Baltic        | Herrar A |          |
| Sofielunds IF    | Herrar A |          |

| Deltagande klubb | Lag      | Position |
| ---------------- | -------- | -------- |
| BK Diana         | Herrar A |          |
| BK Frigg         | Herrar A |          |
| BK Wici          | Herrar A |          |
| IF Fix           | Herrar A |          |
| Malmö IF         | Herrar A |          |
| Malmö IK         | Herrar A |          |
| Sjölunda IF      | Herrar A |          |
| Östra BIF        | Herrar A |          |

#### Kirsebergsserien
1928 arrangerades Kirsebergsserien.
| Deltagande klubb     | Lag      | Position |
| -------------------- | -------- | -------- |
| BK Dixi              | Herrar A |          |
| Sjölunda IF          | Herrar A |          |
| Unionskamraternas BK | Herrar A |          |
| Östra BIF            | Herrar A |          |

#### Malmö Pokalserie
Malmö Pokalserie var en lokal serie som arrangerades 1929 i Malmö. 
| Deltagande klubb | Lag      | Position |
| ---------------- | -------- | -------- |
| BK Dixi          | Herrar A |          |
| BK Frigg         | Herrar A |          |
| IK Fix           | Herrar A |          |
| Malmö BK         | Herrar A |          |
| Malmö IF         | Herrar A |          |
| Malmö IK         | Herrar A |          |

#### Malmös Sjulagsserie
Malmös Sjulagsserie spelades säsongen 1931-1932. Serien vanns av BK County.
| Deltagande klubb | Lag      | Position |
| ---------------- | -------- | -------- |
| BK County        | Herrar A | 1        |
| BK Star          | Herrar A | 2        |
| Malmö GIF        | Herrar A | 3        |
| Östra BIF        | Herrar A | 4        |
| Mariedals FK     | Herrar A | 5        |
| BK Diana         | Herrar A | 6        |

#### Oxieserien
1933 arrangerades Oxieserien som vanns av BK Kick.
| Deltagande Klubb | Lag      | Position |
| ---------------- | -------- | -------- |
| BK Kick          | Herrar A | 1        |
| IF Örnen         | Herrar A | 2        |
| IK County        | Herrar A | 3        |
| BK Womo          | Herrar A | 4        |
| AIK              | Herrar A | 5        |
| Oxie GIF         | Herrar A | 6        |
| Sofielunds FK    | Herrar A | 7        |
| Vintrie IK       | Herrar A | 8        |

#### Oxie & Skytts Pokalserie
1942 arrangerades Oxie & Skytts Pokalserie.
| Deltagande klubb      | Lag      | Position |
| --------------------- | -------- | -------- |
| BK Scott              | Herrar A |          |
| IFK Klagshamn         | Herrar A |          |
| Tygelsjö IF           | Herrar A |          |
| Stavstens IF          | Herrar A |          |
| Trelleborgs FF        | Herrar A |          |
| Vellinge IF           | Herrar A |          |
| Västra Ingelstads GIF | Herrar A |          |

### Klubblags egna tävlingar
Det förekom under 1900-talets första hälft en rad olika serier arrangerade av en specifik fotbollsförening. Nedan listan några serien arrangerade av klubbar samt deltagande lag. Nedan redogörs de för i ordning efter tävling samt årtal.

#### Malmökamraternas Jubilemsserie
1924 arrangerade IFK Malmö Malmökamraternas Jubilemsserie. Serien vanns av IFK Malmös andralag.
| Deltagande klubb | Lag      | Position |
| ---------------- | -------- | -------- |
| IFK Malmö        | Herrar 2 | 1        |
| Ystads IF        | Herrar A | 2        |
| IF Urania        | Herrar A | 3        |
| IFK Trelleborg   | Herrar A | 4        |
| Eslövs AI        | Herrar A | 5        |

#### MBI-Serien
1925 arrangerades MBI-Serien. Division 1 vanns av Malmö BI:s andralag, och division 2 vanns av Malmö BI:s tredjelag. 
| Deltagande klubb | Lag      | Position |
| ---------------- | -------- | -------- |
| Malmö BI         | Herrar 2 | 1        |
| Limhamns BI      | Herrar A | 2        |
| IF Urania        | Herrar A | 3        |
| Eslövs AI        | Herrar A | 4        |
| Sofielunds IF    | Herrar A | 5        |

| Deltagande klubb | Lag      | Position |
| ---------------- | -------- | -------- |
| Malmö BI         | Herrar 3 | 1        |
| IF Urania        | Herrar 2 | 2        |
| Sofielunds IF    | Herrar 2 | 3        |
| Furulunds IK     | Herrar A | 4        |
| IFK Klagshamn    | Herrar A | 5        |
| IF Urania        | Herrar 3 | 6        |
| Malmö SK         | Herrar 2 | 7        |

#### Uraniaserien
1927 arrangerades Uraniaserien.
| Deltagande klubb | Lag      | Position |
| ---------------- | -------- | -------- |
| IFK Klagshamn    | Herrar A |          |
| IK Fennia        | Herrar A |          |
| Arlövs BI        | Herrar 2 |          |
| IF Nike          | Herrar A |          |
| IF Urania        | Herrar 2 |          |
| Limhamns BI      | Herrar 2 |          |

#### Sofielunds IF Jubileumssserie
1927 arrangerades Sofielunds IF Jubileumssserie. 
| Deltagande klubb | Lag      | Position |
| ---------------- | -------- | -------- |
| Sofielunds IF    | Herrar A |          |
| Skurups AIF      | Herrar A |          |
| Svedala IF       | Herrar A |          |

#### Sofielunds IF Pokalserie
1928 arrangerades Sofielunds IF Pokalserie.
| Deltagande klubb | Lag      | Position |
| ---------------- | -------- | -------- |
| Sofielunds IF    | Herrar A |          |
|                  |          |          |

#### MFF-serien
1928 arrangerades MFF-serien av Malmö FF. 
| Deltagande klubb     | Lag      | Position |
| -------------------- | -------- | -------- |
| IK Fennia            | Herrar A |          |
| Malmö FF             | Herrar 2 |          |
| Malmö IK             | Herrar A |          |
| Unionskamraternas BK | Herrar A |          |
| Sofielunds IF        | Herrar A |          |

#### BK Friggs Pokalserie
1929 arrangerades BK Friggs Pokalserie. 
| Deltagande klubb    | Lag      | Position |
| ------------------- | -------- | -------- |
| BK Frigg            | Herrar A |          |
| IK Fix              | Herrar A |          |
| Skanör/Falsterbo IF | Herrar A |          |

#### IK Fix Pokalserie
1930 Arrangerades IK Fix Pokalserie.
| Deltagande klubb | Lag      | Position |
| ---------------- | -------- | -------- |
| IK Fix           | Herrar A |          |
| Kvarnby IK       | Herrar A |          |
| Malmö BK         | Herrar A |          |
| Malmö IK         | Herrar A |          |
| Rosenvång IF     | Herrar A |          |
| Vellinge IF      | Herrar A |          |

#### Athenas Vänskapsserie
1931 arrangerade BIF Athena Athenas Vänskapsserie.
| Deltagande klubb | Lag             | Position |
| ---------------- | --------------- | -------- |
| BIF Athena       | Herrar A        |          |
| BK Frigg         | Herrar A        |          |
| BK Kick          | Herrar A        |          |
| Kvarnby IK       | Herrar A        |          |
| IF Nike          | Herrar A        |          |
| IFK Malmö        | Herrar juniorer |          |
| Malmö FF         | Herrar juniorer |          |
| Limhamns IF      | Herrar 2        |          |

#### Sjölunda IF Jubileumsserie
1932 arrangerades Sjölunda IF Jubileumsserie. Sjölunda IF fyllde 5 år och krönte sitt jubileum med en vinst i serien. 
| Deltagande Klubb | Lag        | Position |
| ---------------- | ---------- | -------- |
| Sjölunda IF      | Herrar A   | 1        |
| BK Frigg         | Herrar A   | 2        |
| IFK Malmö        | Yngligalag | 3        |
| BK Kick          | Herrar A   | 4        |
| Limhamns IF      | Herrar 2   | 5        |
| IF Nike          | Herrar A   | 6        |

#### Östra BIFs Jubileumsserie
Serien spelades både 1932 och 1933. Malmö GIF vann serien andra spelåret, 1933. Samma år kom arrangerande förening, Östra BIF, sist.
| Deltagande Klubb | Lag      | Position |
| ---------------- | -------- | -------- |
| BK Fram          | Herrar A |          |
| BK Star          | Herrar A |          |
| BK Wici          | Herrar A |          |
| BK Olympic       | Herrar 2 |          |
| Malmö GIF        | Herrar A |          |
| Malmö SK         | Herrar 2 |          |
| Sjölunda IF      | Herrar 2 |          |
| Östra BIF        | Herrar A |          |

| Deltagande Klubb | Lag      | Position |
| ---------------- | -------- | -------- |
| Malmö GIF        | Herrar A | 1        |
| BK Womo          | Herrar A | 2        |
| BK Olympic       | Herrar 2 | 3        |
| Sjölunda IF      | Herrar 2 | 4        |
| IK Vici          | Herrar A | 5        |
| BK Vega          | Herrar A | 6        |
| Malmö SK         | Herrar 2 | 7        |
| Östra BIF        | Herrar A | 8        |

#### Oxie GIFs Pokalserie
1933 arrangerades Oxie GIF Pokalserie.
| Deltagande Klubb | Lag      | Position |
| ---------------- | -------- | -------- |
| Käglinge GIF     | Herrar A |          |
| Oxie GIF         | Herrar 2 |          |
| Vintrie IK       | Herrar 2 |          |
| Nordanå IF       | Herrar A |          |
| Skarbersjö BIF   | Herrar A |          |
| Svedala IF       | Herrar 2 |          |

#### Rosengårdsstadens BIF Pokalserie
1934 arrangerade Rosengårdsstadens BoiF Rosengårdsstadens BIF Pokalserie. IFK Malmös juniorlag vann serien. 
| Deltagande klubb       | Lag             | Position |
| ---------------------- | --------------- | -------- |
| IFK Malmö              | Herrar juniorer | 1        |
| Limhamns IF            | Herrar 2        | 2        |
| Rosengårdsstadens BoiF | Herrar A        | 3        |
| Bulltofta FF           | Herrar A        | 4        |
| Kulladals BK           | Herrar 2        | 5        |
| BK Stjärnan            | Herrar A        | 6        |

#### Malmökamraternas Fyrlagsserie
1936 arrangerades Malmökamraternas Fyrlagsserie av IFK Malmö. 
| Deltagande klubb | Lag      | Position |
| ---------------- | -------- | -------- |
| I&MK Algol       | Herrar A |          |
| IF Nike          | Herrar A |          |
| IFK Malmö        | Herrar 2 |          |
| Vellinge IF      | Herrar A |          |

#### Limhamns IF Reservlagsserie
1940-1941 arrangerades Limhamns IF Reservlagsserie.
| Deltagande klubb | Lag      | Position |
| ---------------- | -------- | -------- |
| IFK Klagshamn    | Herrar A |          |
|                  |          |          |

### Malmömästerskapen
Malmömästerskapen är en lokal turning som har arrangerats vart år sedan 1933 på herrsida och juniorsida. Damsidan har tillkommit längre fram under 1900-talet. Tävlingen arrangeras av Fotbollsklubbarnas Samorganisation Malmö. 